# Маргулан, Алькей Хаканович
Альке́й Хака́нович Маргула́н (каз. Әлкей Хақанұлы Марғұлан (11 мая 1904 года, аул № 2, Павлодарский уезд, Семипалатинская область, Степное генерал-губернаторство, Российская империя — 14 января 1985 года, Алма-Ата, Казахская ССР, СССР) — казахский учёный, археолог, востоковед, историк, литературовед, искусствовед.
Доктор филологических наук (1946), академик АН КазССР (1958), профессор (1960), заслуженный деятель науки КазССР (1961), основоположник казахстанской школы археологии и этнографии.

## Биография

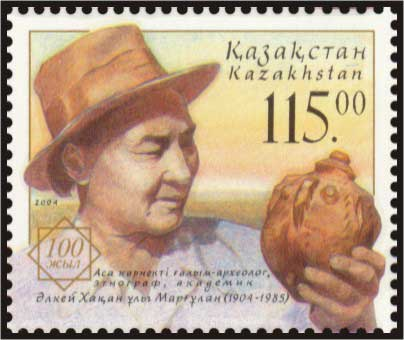
На памятной почтовой марке Казахстана, 2004 год

Родился 11 мая (28 апреля по старому стилю) 1904 года в ауле № 2 на территории современного Баянаульского района Павлодарской области вблизи села Коктобе (Маргулан аулы).
Происходит из рода Айдабол племени Аргын Среднего жуза. Прямой потомок Олжабай-батыра — знаменосца Абылай-хана. Жеты ата Алькея: Айдабол-би — Малғозы — Толыбай — Олжабай-батыр — Дәулет (Дулат) — Марғұлан — Қақан — Әлкей.
Его отец Хакан и мать Нуриля были просвещёнными людьми своего времени. В их доме часто гостили известные в степи акыны, сказители, представители интеллигенции того времени, звучали стихи и песни Абая, Жаяу-Мусы, Таттимбета, Акан-серы и других великих акынов Степи.
Начальное образование получил в аульной школе, затем с 1915 года обучался в трёхклассной русской школе. В конце 1919 года Алькей поступает на учительские курсы, окончив которые, в 1920 году возвращается в родной аул и работает учителем. В том же году по инициативе известного фольклориста, организатора краеведческого общества А. А. Диваева была организована научная экспедиция в Семиречье и бассейн реки Сырдарьи с целью сбора и изучения казахского фольклора. В работе этой экспедиции принял участие и молодой Алькей. После этого, чувствуя недостаточность образования, он в 1921 году поступает в Семипалатинский педагогический техникум, одно из первых средних учебных заведений того времени, где директором был Абикей Сатпаев (член Алаш-Орды). В том же техникуме учились и будущий академик и геолог Каныш Сатпаев и будущий писатель и драматург Мухтар Ауэзов. Именно Ауэзов в 1928 году позвал Маргулана с собой учиться в Ленинград. В дальнейшем вся академическая деятельность Маргулана связана с Ленинградом. Здесь Маргулан одновременно учился в трёх вузах — Институте востоковедения, Институте материальной культуры (позднее — Институт археологии) и Институте искусства. Тогда успевающим студентам разрешалось учиться в нескольких институтах. Алькей Хаканович этими условиями воспользовался и получил классическое образование. Учился у великих российских ориенталистов В. Бартольда, С. Ольденбурга, И. Крачковского, С. Малова, В. Струве, А. Самойловича, Н. Марра в период расцвета школы русского востоковедения.

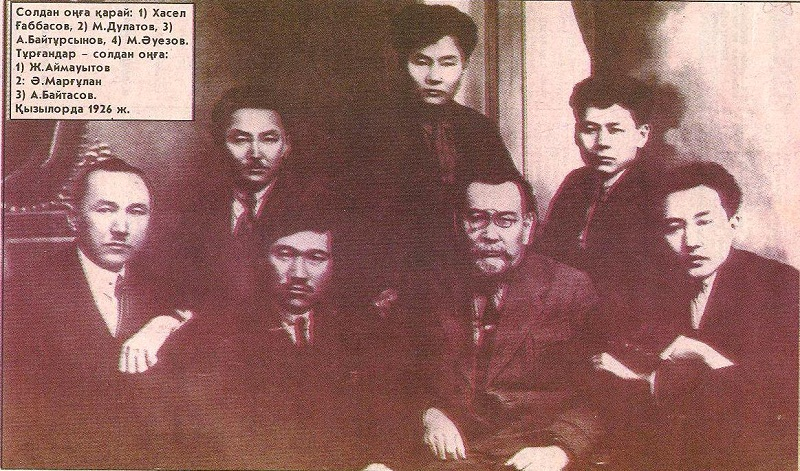
Лидеры и деятели партии "Алаш"Миржакып Дулатулы,Ахмет Байтурсынулы,Халел Габбасулы,Жусупбек Аймауытулы,Алкей Маргулан,Абдолла Байтас и Мухтар Ауэз.1926 год,Кызылорда.

Во время учёбы в Ленинграде Маргулан познакомился с Александром Затаевичем, вместе с которым впоследствии приезжал на каникулы в родные края и записывал народные песни. В 1929 году Алькей Маргулан заканчивает учёбу в Восточном институте, а в 1930 году работает секретарем Комитета нового алфавита при Наркомате просвещения КазССР и одновременно становится аспирантом Государственной академии истории материальной культуры при АН СССР.
Но в те сталинские годы и он не избежал репрессий и в 1934 году по навету попал в Петропавловскую крепость, откуда чудом спасся. Сумел вернуться домой, восстановиться в аспирантуре и защитить кандидатскую диссертацию.
- В 1936—1938 — научный сотрудник Института истории материальной культуры АН СССР.
- В 1939—1946 — старший научный сотрудник, заведующий сектором Института истории КазФАН СССР.

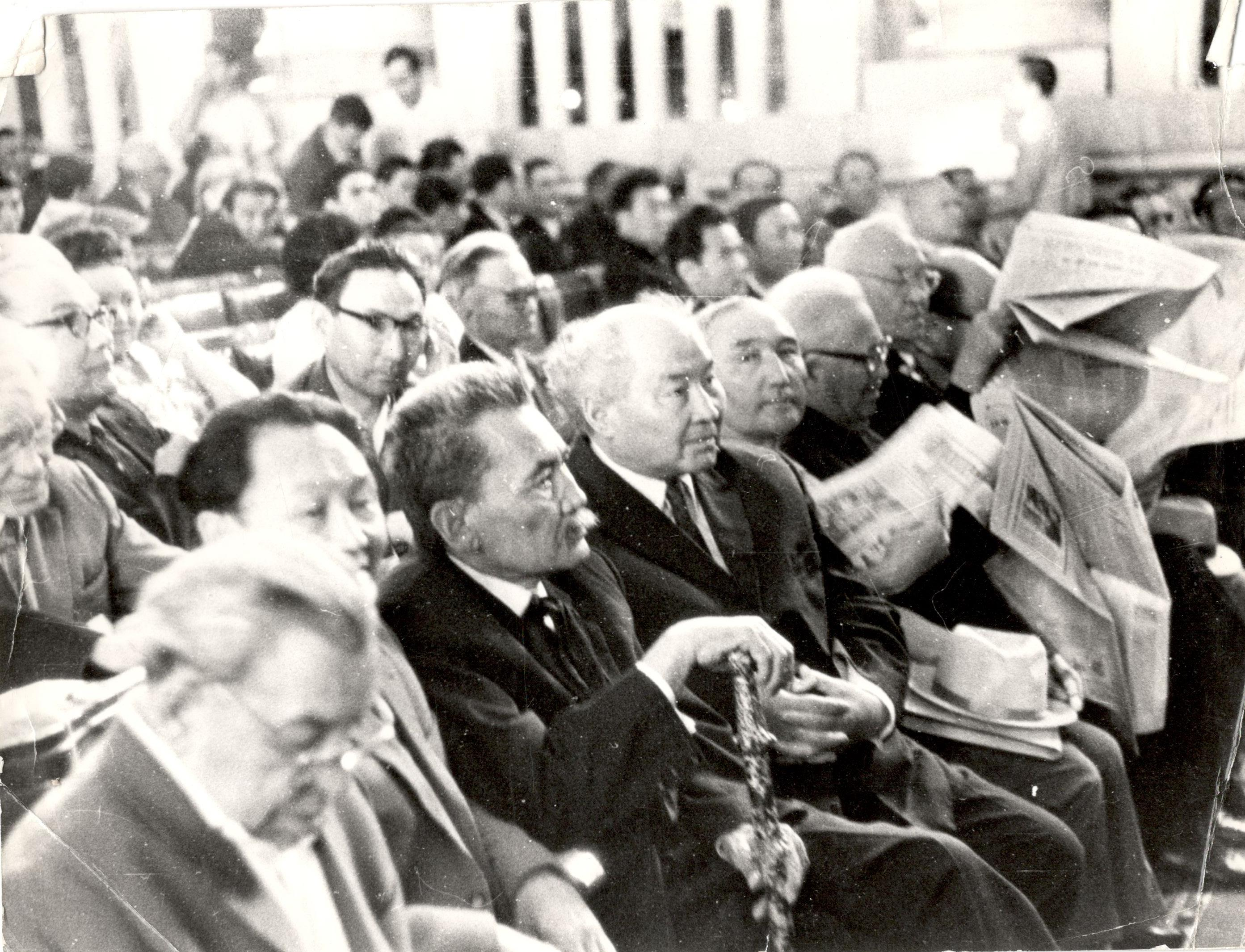
На съезде Союза писателей Казахстана

В 1946 году защитил докторскую диссертацию на тему «Эпические сказания казахского народа» и стал заведующим отделом Института истории, археологии и этнографии АН Казахстана. Именно тогда первый президент только что созданной Академии наук Казахской ССР Каныш Сатпаев посоветовал Маргулану заняться археологией.
Провёл первые археологические раскопки древних городов вдоль рек Сырдарья, Талас, Шу, исследовал культуры Тараза, Отрара, Сайрама, Саурана, Сыганака. Советские археологи и историки полагали, что на территории древнего Казахстана практически не было городов, за исключением трассы Великого шелкового пути, где редкие поселения все же присутствовали. Однако Алькей Маргулан, исходив вдоль и поперек степи Сары-Арки, изучив раскопки Отрара, Тараза, Сайрана, Сыгнака и других городов, научно доказал, что в Казахстане существовали города в полном смысле этого слова. Более того, академик предположил, что и на севере, и на востоке Казахстана должны быть остатки древних городов. Впоследствии результаты проведенных исследований подтвердили его слова.
С 1946 по 1974 годы Маргулан был организатором и руководителем Центрально-Казахстанской археологической экспедиции, которая и открыла крупнейший очаг цивилизации эпохи поздней бронзы — Бегазы-Дандыбаевскую культуру. В 1979 году вышла монография А. Маргулана «Бегазы-Дандыбаевская культура Центрального Казахстана» — основательный и фундаментальный труд по древней истории Казахстана. Результаты археологических исследований автора в Сары-Арке были обобщены в фундаментальных монографиях «Древняя культура Центрального Казахстана», «История Казахской ССР» в пяти томах.
С 1946 года — член-корреспондент АН КазССР, с 1958 года — академик, с 1960 года — профессор.
Будучи разносторонним учёным, также написал монографии «Шокан жене Манас» (о Чокане Валиханове и киргизском эпосе «Манас»), «Ежелги жыр аныздар» («Древние легенды») и «Казахское прикладное искусство» в трёх томах.
Умер 14 января 1985 года. Похоронен на Кенсайском кладбище.

## Вклад в науку

Памятник Маргулану в Алматы у здания Академии наук Казахстана, 2008

Объектом исследований А. Маргулана были различные памятники древней архитектуры. Им были открыты уникальные археологические памятники эпохи бронзы и раннего железа, такие как Бегазы, Беласар, Сангуыр и др.
Результаты археологических исследований территории Центрального Казахстана были обобщены в монографиях «Древняя культура Центрального Казахстана», «Бегазы-дандыбаевская культура Центрального Казахстана» и «История Казахской ССР» в пяти томах. С середины 1950-х годов под руководством учёного осуществляется сбор информации и материалов о выдающемся казахском учёном-просветителе Ч. Ч. Валиханове.
А. Х. Маргулан был редактором и составителем собрания сочинений Ч. Валиханова, а также автором многочисленных монографий о нём. Научно-преподавательскую деятельность Маргулан сочетал с организаторской работой, возглавляя в течение многих лет Координационный совет по этногенезу казахского народа, Учёный совет Института истории, археологии и этнографии Академии наук КазССР, специализированный совет по защите докторских диссертаций. За многие годы А. Х. Маргулан издал более 300 научных и научно-популярных публикаций.
Алькей Маргулан организовал знаменитую Центрально-Казахстанскую археологическую экспедицию 1946—1974 годов. Экспедицией исследованы: группа курганов эпохи бронзы Эркебулак (1955), Бесоба (1966), древние захоронения Карабие I и II, Бегазы и др.
Ему принадлежат открытие и обоснование Бегазы-Дандыбаевской культуры эпохи поздней бронзы — крупнейшего очага цивилизации в Центральном Казахстане.

«Интересы его простирались буквально во все области общественных наук. Не было ему равных в знании периода Абылай хана, блестяще изучил он историю Абулхаира, Кенесары, Касым хана, прекрасно ориентировался в культурном прошлом казахов. Значение его наследия, как мне кажется, несправедливо измерять количеством монографий, статей… То, что он сделал для реставрации духовного наследия народа, выходит за рамки науки и имеет общечеловеческое значение» — вспоминал академик Ш. Ч. Чокин.

## Награды и премии
- Орден Ленина
- Орден Трудового Красного Знамени
- Орден Дружбы народов
- Премия им. Ч. Ч. Валиханова Президиума Академии наук Казахстана (1967)
- Государственная премия Казахской ССР (1982)
- Заслуженный деятель науки Казахской ССР
- Почётные грамоты Верховного Совета Казахской ССР.

## Семья
Жена — Сатпаева Раушан Абикеевна, врач—онколог, доктор медицинских наук, профессор.
Дочь — Данель Алькеевна Маргулан — кандидат наук, зав. отделом «Маргулановедение» в Институте истории и этнографии им. Чокана Валиханова, вице-президент Международного фонда имени Маргулана .

## Память

Памятная монета Казахстана, выпущенная к 100-летию со дня рождения Маргулана, 2004

Мемориальная доска к дому, где жил Алкей Маргулан в 1976—1985 годах (ул. Шевченко, 2)

- К 100-летию А. Х. Маргулана были выпущены почтовая марка и памятная монета Казахстана.
- В январе 2008 года в Алматы в сквере к западу от здания Академии наук Республики Казахстан открыт памятник А. Маргулану[5].
- 100-летний юбилей учёного был отпразднован под эгидой ЮНЕСКО[6].

Имя А. Маргулана носят:
- Институт археологии Академии наук Казахстана
- Улицы в Павлодаре, Нур-Султане, Алма-Ате, Экибастузе
- Международный фонд имени А. Маргулана[7]
- Село в Экибастузском районе Павлодарской области (до 2006 года село Коктобе), в котором находится средняя школа имени А. Маргулана с действующим музеем академика[8]
- Именная премия А. Маргулана в ПГУ имени С. Торайгырова[9]
- В селе Жибек жолы, Южно-Казахстанской области (до 1993 г. — Полторацкое) находится средняя школа имени А. Маргулана с небольшим музеем.
- В 2022 году Павлодарскому педагогическому университету было присвоено имя Алькея Маргулана, официальное название университета Margulan University[10].